# Feria La Salada
La Feria La Salada es un complejo ferial ubicado en Ingeniero Budge, Lomas de Zamora (Argentina), considerada la feria más grande de Sudamérica. Basa su funcionamiento en la comercialización de productos de marcas apócrifas a un bajo precio. Principalmente, se dedica a la venta mayorista para revendedores de todo el país, pero también realiza ventas minoristas.
Fue fundada en 1992 por inmigrantes bolivianos que previamente realizaban ferias en distintos puntos del Gran Buenos Aires. Desde entonces, cuando contaba con un único predio, ha ido evolucionando hasta abarcar tres predios y convertirse en un enorme conglomerado humano y económico de trascendencia internacional.
Posee unas veinte hectáreas, y está formada por los paseos de compra Urkupiña, Ocean, y Punta Mogote. Estos predios están divididos en pasillos y puestos. Distintos cálculos, dependiendo de la época, indican que cuenta con entre siete mil y treinta mil puestos de venta. Recibe desde 100 000 personas en un día malo, hasta un millón diarias en su punto máximo, las fiestas de Navidad. Ha superado, incluso, la recaudación de los más grandes centros comerciales de Buenos Aires. Recibe, a través de ómnibus de larga distancia de doble piso, a compradores de todo Argentina y sus países limítrofes.
Es cuestionada por la presencia de productos falsificados, provenientes de talleres clandestinos, y contrabandeados, así como por la evasión impositiva, tráfico de drogas, lavado de dinero proveniente del narcotráfico, y por la explotación de trabajadores. También, por torturar a quienes fuesen encontrados robando.
Fue criticada por la Unión Europea, que la calificó como "un emblema mundial del comercio y la producción de mercadería falsificada" y la ubicó entre los diez peores de su clase, y contribuyó a que el gobierno de Estados Unidos incluya a Argentina como "objetivo prioritario" en una lista de países en los que no se respetan los derechos de propiedad intelectual.
Iniciativas que imitan a La Salada, aunque a menor escala, han surgido en otros puntos de Argentina, y son conocidas popularmente como "saladitas". En 2017, se calculaba que existían más de 600 "saladitas" en el país.

## Historia

### Origen como balneario

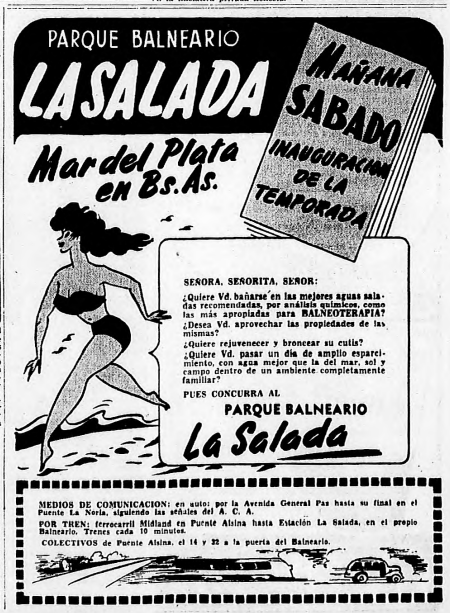
Publicidad del Balneario La Salada en el diario Crítica del 29 de noviembre de 1946.

En los años cuarenta, en los terrenos hoy ocupados por la feria surgieron balnearios con piletas de agua salada (que se había descubierto en la zona durante la rectificación del Riachuelo). Entre los años ochenta y noventa, la creación de balnearios sindicales (gratuitos para sus afiliados) sobre la Ruta 4, y cambios en las costumbres de la sociedad, agravados por el deterioro de la economía argentina hicieron que los balnearios dejasen de ser tan concurridos y acabasen quebrando. El Parque La Salada, el más grande de estos complejos (del empresario Miguel Machinandiarena), fue vendido por la Corporación de Remates a dos empresarios, por el monto de 800 000 pesos.
La pileta La Noria acabó transformándose en la Feria Urkupiña, mientras que los balnearios Ocean (inaugurado en 1968 por José Gonzalo Pérez, un inmigrante español) y Punta Mogote (del inmigrante español Manuel Presa, funcionaba completamente desde 1967) se transformaron en las ferias homónimas. El balneario Ocean convivió durante cuatro años con la feria Urkupiña, hasta que acabó convirtiéndose también en una feria.
Asimismo, entre 1978 y los inicios de los noventa, funcionaron en los terrenos de Ocean los boliches de Rock Klarica, Kuntas y NumberOne, administrados por José Luis "Pepe" Gozalo (apodado también "El Bambino"), donde tocaron artistas como Charly García, Pappo y Soda Stereo. Gozalo fue, además, el representante de Rodrigo.

### Inicios de la Feria

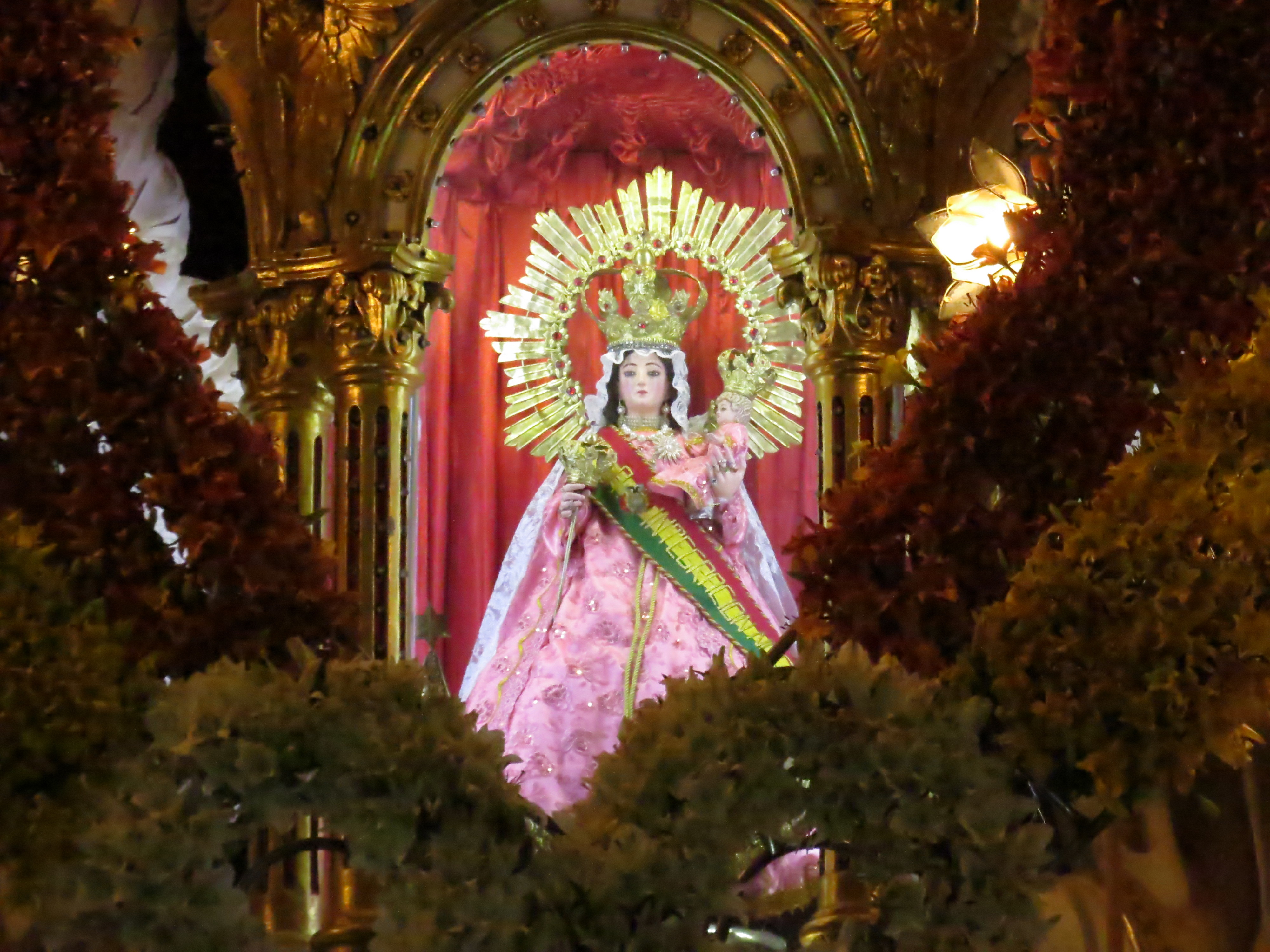
Virgen de Urkupiña

Anteriormente a la creación de la feria, existían ferias itinerantes de manteros en el conurbano bonaerense que eran desactivadas rutinariamente por las autoridades. Particularmente, destaca una que se realizaba en Puente 12 (Ciudad Evita, La Matanza) y de la que participaban unas 500 personas, miembros de la colectividad boliviana, en la que se vendía comida y ropa, proveniente en gran parte de talleres clandestinos o bien traída de contrabando desde Bolivia. Formaban parte de ella inmigrantes bolivianos que inicialmente producían para terceros, pero luego se independizaron. Esta creciente organización, eligió como administradores a René Gonzalo Rojas Paz (acompañado por su esposa Mery Natividad Saravia Rodríguez) y Enrique "Quique" Antequera, llevando  en 1991 a la compra, por 240 000 dólares, del antiguo balneario La Noria (propiedad hasta entonces del empresario Alfredo Zawadzki y su socio Miguel Curet). Se abonó en parte en efectivo, y otra parte mediante una hipoteca. Allí se creó la feria Urkupiña , cuyo nombre se debe a la Virgen de Urkupiña (inicialmente se la llamó Feria Latinoamericana Virgen de Urkupiña), de la que la colectividad boliviana es devota.
Con el avance de los años 1990 también comenzaron a venderse productos traídos sobre todo de Paraguay. Esto se explica debido a la política monetaria, ya que la diferencia cambiaria permitía adquirir productos el país vecino a precios realmente bajos, y venderlos en Argentina dejaba buenas ganancias. Durante la década de 1990 el crecimiento fue lento pero constante.
En un principio, la feria contaba con una infraestructura muy pobre (se vendía sobre el césped, sin techo) y se inundaba regularmente, además de sufrir hechos de inseguridad; sin embargo, las condiciones mejoraron con el paso del tiempo.
La feria creció entre 1991 y 1993: para ese entonces, unas 3 000 personas la recorrían semanalmente. En 1992, se registró formalmente, conformando la sociedad Urkupiña S.A. (con Mery Natividad Saravia Rodríguez y Enrique Esteban Antequera como socios).
En 1994 se creó la feria Ocean, Se inició compuesta mayormente por argentinos y coreanos, a diferencia de Urkupiña donde predominaba la comunidad boliviana. En ese entonces, los días lunes funcionaba la feria Urkupiña, y los jueves abría la feria Ocean. Unas 5 000 personas recorrían La Salada semanalmente..
El grupo propietario de Urkupiña adquirió Ocean por 1 900 000 dólares.
En 1999 el complejo se amplió sumando a la feria de Punta Mogote, fundada por Jorge Castillo junto a Antonio Corrillo. Ambos negociaron la adquisición (por 3 500 millones de dólares, con fondos recaudados de los futuros puesteros) con el dueño del predio, Manuel Presa, quien recibió además unos 100 puestos en parte de pago. Posteriormente, la nieta de Presa, Micaela Preguerman, asumió el control de los puestos desde 2008 hasta 2010, cuando de sus custodios sufrió un ataque a disparos. Asimismo, el auto en el que se trasladaba Preguerman había sido atacado previamente. Tras denuncias de amenazas, en el marco de un enfrentamiento comercial por reformas en el predio, decidió irse a vivir a Alemania.

### Consolidación

Mapa de la feria

Uno de los grandes saltos en el crecimiento de la feria se dio durante y tras la crisis del 2001 (y el corralito), tras la cual la pobreza llegaba al 54% en Argentina y casi el 20% de la población del país estaba desempleada. En este momento, se popularizaron además los Clubes del Trueque, en los que las personas intercambiaban productos. A esta situación se sumó la escasa presencia del Estado y la falta de controles, así como la ventaja de algunos feriantes de contar con capital informal (en dólares) acumulado fuera del circuito bancario, que no sufría las restricciones gubernamentales.
En 2001, fueron detenidos los principales administradores de Urkupiña.
Posteriormente, se sumó el área conocida como La Ribera, con puestos colocados sobre la ribera sur del Riachuelo (en algunos casos, construidos sobre terreno ganado al río). Fueron desalojados en septiembre de 2004, en medio de enfrentamientos en los que murió un puestero. Los cónsules de Bolivia y Perú participaron de negociaciones con el entonces intendente de Lomas de Zamora, Jorge Rossi, para que los puestos callejeros ilegales se incorporen a la feria Urkupiña. Sin embargo, los puestos ilegales volvieron a instalarse a los pocos días. Este sector, en el que participaron distintas barrabravas, generó enfrentamientos entre bandas que ocasionaron víctimas fatales. En 2012, se realizó otro desalojo, en esa ocasión solicitado por Acumar para permitir la construcción del Camino de Sirga.
Para 2003, se calculaba que pasaban por la feria entre 50 000 y 60 000 personas por día, y que arribaban unos 400 o 500 buses diariamente.
Miles de argentinos de clase media se volcaron a la feria para acceder a los bajos precios e hicieron de este su medio de vida revendiendo sus productos, tanto en el Gran Buenos Aires como en el Interior del país. Esta modalidad de comercio preocupa a los gobiernos municipal y provincial por la enorme evasión de impuestos que representa.
En 2012, Jorge Castillo (administrador de Punta Mogote) acompañó a la entonces presidenta Cristina Kirchner en un viaje a Angola. Se anunció que se instalaría una sucursal de la feria allí. Posteriormente, anunció sus intenciones de expandirse llevando la feria a Miami.

### Actualidad
La feria crecía enormemente en los últimos años, sobre todo a la sombra de la crisis económica. Las estadísticas arrojan números contradictorios, pero lo cierto es que su tamaño es enorme. Un estudio de la Unión Europea se encargó de investigarla, llamándola en su informe "un emblema mundial del comercio y la producción de mercadería falsificada". 
Tras la expansión de la feria, trabajan allí miembros de las comunidades boliviana, paraguaya, peruana y senegalesa, además de argentinos.
En 2015, se realizó un allanamiento policial en las afueras de los predios cerrados de la feria, tras el cual se determinó que un grupo de la feria tenía control sobre miles de puestos ilegales ubicados en las calles, a quienes les cobraban para poder permanecer allí. En abril de 2015, el sector conocido como La Ribera fue desalojado por la policía y sus puestos removidos. Sin embargo, estos puestos reaparecieron, y fueron desalojados nuevamente en 2017.
En diciembre de 2020, durante la Pandemia de COVID-19, La Salada fue criticada por la aglomeración de personas que realizaban compras navideñas.

## Situación judicial
En 1997, un allanamiento en la feria descubrió ropa falsificada y cigarrillos de contrabando. En 1999, la justicia investigó la feria Urkupiña.
En 1998, la feria Ocean fue intervenida judicialmente a pedido de algunos de los socios. El interventor fue Carlos Horacio Canzonieri. Sergio Schoklender participó como abogado en el proceso de intervención.
Existen también denuncias de sobornos hacia la policía bonaerense (regionales Avellaneda y Lanús), a la Comisaría Décima de Puente La Noria, y a la policía caminera, además de a las autoridades del Municipio de Lomas de Zamora. Es especialmente cuestionada la Comisaría Décima. La policía también es acusada de extorsionar a feriantes para permitirles trabajar, avisarles ante una posible inspección o allanamiento, así como de "liberar la zona" para permitir el trabajo de bandas criminales.
En 2001, fueron detenidas 53 personas, entre ellas los administradores de Urkupiña (Antequera, Rojas, Saravia), acusados de formar parte de una asociación ilícita, de tráfico de influencias y de fabricación ilegal de mercaderías. Por esa causa, el comisario Vicente Imbrogiano fue acusado de solicitar un millón de dólares como soborno. En los allanamientos, también se secuestraron 29 armas de fuego. Gonzalo Rojas murió ahorcado el 19 de noviembre de 2001 en la Cárcel de Ezeiza. Su muerte generó dudas, y fue el quinto preso en suicidarse en esa cárcel en 2001. En 2002, fueron liberados Antequera y Saravia. En 2004, el comisario Imbrogiano fue desplazado por el ministro de seguridad Raúl Rivara.
En los alrededores de la feria se sucedieron tiroteos y asesinatos, de especial magnitud en el año 2015, en los que estuvieron involucrados miembros de distintas barrabravas. . Los grupos se disputaban el control del área y los diversos negocios allí ubicados, entre otros, la venta de drogas y los estacionamientos, uno de ellos administrado por las Madres contra el Paco, en el que empleaban a adictos en recuperación.

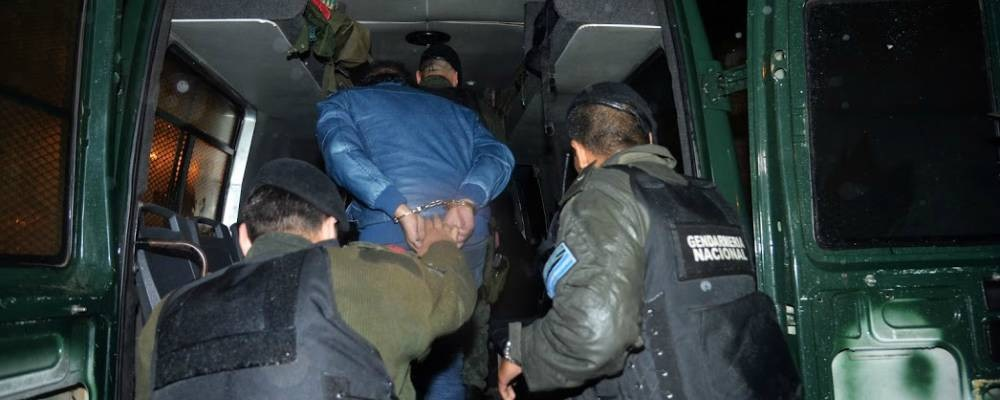
Enrique Antequera siendo detenido

El 21 de junio de 2017 Jorge Castillo (conocido como "El rey de La Salada"), el rostro público de la feria, fue detenido junto a otras 30 personas bajo los cargos de asociación ilícita y extorsión. En uno de los 57 allanamientos que se llevaron adelante por una causa por evasión fiscal, Castillo hirió a un subteniente de la policía bonaerense durante el operativo policial en su vivienda de un barrio cerrado de Luján, al dispararle con una Glock 9 milímetros a través de la mirilla de una puerta. Fue procesado por presunto lavado de dinero y evasión impositiva, además de asociación ilícita, tentativa de homicidio, e infracción a la Ley de Marcas. Además, fueron detenidos el hermano y sobrino de Jorge Castillo.
En agosto de 2017 fue detenido Enrique Antequera, acusado de formar parte de una asociación ilícita. Se investigó a su familia en 2025, incluyendo a sus hijas, Sabrina y Daiana; esta última, pese a no estar imputada, se descubrieron en su teléfono conversaciones sobre la venta de estupefacientes a extranjeros de «alto poder adquisitivo», ambas que mantienen una vida ostentosa en redes sociales. Estas publicaciones refuerzan la hipótesis de que los bienes y el estilo de vida de la familia no se corresponden con sus declaraciones formales, y sugieren una red de adquisición de activos, aún en investigación.
En 2018 fue detenido Ramón Gómez (apodado “Mono Van Damme”), un ex soldado voluntario del Ejército Argentino que fue acusado de integrar una banda que recaudaba fondos para negocios ilegales de la feria, particularmente extorsionando a los puestos callejeros ilegales en conjunto con las barras bravas de River y Lanús. Su captura había sido ordenada en junio de 2017, pero pudo escapar en esa ocasión.
En diciembre de 2019, la justicia le concedió arresto domiciliario con tobillera electrónica a Castillo, tras el pago de una fianza de 500 000 pesos. Asimismo, la Sala I de la Cámara Federal de La Plata dejó sin efecto los procesamientos por asociación ilícita, lavado de dinero y falsificación de marcas, manteniendo únicamente los cargos por evasión impositiva.

## Situación legal e impositiva
La feria Urkupiña está ordenada jurídicamente como Sociedad Anónima desde 1992 (inicialmente era una cooperativa), la feria Ocean como Cooperativa (desde 1995), y Punta Mogote como Sociedad en Comandita por Acciones.
Urkupiña fue creada formalmente en septiembre de 1992, con dos accionistas: Saravia y Antequera.
En diciembre de 1999, y antes de entregar el poder a Edgardo di Dio, el entonces intendente de Lomas de Zamora Bruno Tavano le otorgó las respectivas habilitaciones a las ferias Urkupiña y Punta Mogote, bajo la denominación legal de "ferias internadas". El intendente entrante las revocó, y en 2001 logró la Ordenanza 9950, mediante la cual el Concejo Deliberante prohibió las ferias en predios privados cerrados.
En el año 2000, se amplió el capital social de Urkupiña S.A., que pasó de tener 2 socios a 369 socios. Antequera y Saravia Rodríguez contarían con el 60% de las acciones, mientras que el 40% restante estaría en manos de los puesteros.
En 2003, el Municipio de Lomas de Zamora intentó, respaldado por la ordenanza 10449 y el decreto 894/04, cobrar a las ferias una tasa de Seguridad e Higiene, a un valor de diez pesos por metro cuadrado. En 2004, el entonces intendente Jorge Rossi declaró públicamente que no permitiría que los puestos de La Ribera volviesen a abrir, y acusó a los cónsules de Bolivia (José Torres Seguí) y Perú (Gustavo Aliaga), quienes habían participado de negociaciones para regularizar esta área, de mentir a los puesteros.
En 2010, una ordenanza estableció cobrar 1/43 del sueldo mínimo municipal como tasa a las ferias.
La feria ha comenzado un proceso de intento de legalización, en el que algunos puesteros se han incorporado al monotributo. Los predios deben pagar ingresos brutos por el alquiler de los puestos, y retener impuestos a los mismos. Sin embargo, distintos operativos realizados por el fisco mostraron que la mayoría de los puestos no estaban al día con sus obligaciones impositivas. También, fue utilizado Google Earth para detectar construcciones no declaradas ante el fisco provincial. Los operativos sorpresa de control generaron incidentes, y los feriantes arrojaron huevos a los enviados del fisco en alguna ocasión.
Estos operativos se iniciaron en 2003, durante la gestión de Santiago Montoya, y llevaron a su renuncia en 2009, en medio de una controversia tras acusaciones políticas sobre una candidatura testimonial. El enfoque de Montoya fue criticado públicamente por Alfonso Prat-Gay, quien defendió a la feria.
En 2017, tras un operativo policial, el gobierno de entonces declaró no buscar cerrar la feria, sino legalizarla.

## Denuncias de evasión y corrupción
La ONG argentina antiesclavista La Alameda, junto con la Confederación General de los Trabajadores (CGT) de ese país, presentaron una denuncia penal para que se investiguen talleres textiles que producen mayormente para la feria La Salada por evasión fiscal y trabajo esclavo, luego de realizar distintos relevamientos mediante cámaras ocultas y registrar situaciones de trata de personas, trabajo forzoso y violación de la ley de trabajo a domicilio.
En un video denominado de 2013 “La Salada esclavitud” -anexado a la denuncia-, la ONG aseguró que la feria de Lomas de Zamora factura millones de pesos por día y se sustenta en talleres clandestinos en los que se violan distintas normas de higiene, documentación y, en algunos, registraron trabajadores en condiciones ilegales. También se acusó a políticos, punteros, policías e inspectores quienes (según dicen) reciben coimas para permitir el normal funcionamiento.
Si bien en el texto detallan la dirección de tres talleres registrados mediante cámara ubicados en Capital Federal, la ONG presentó un listado con otros 40 talleres, y distintas fuentes estiman que la misma situación se repite en entre otros 30 000 y 50 000 talleres textiles (de Villa Celina, Burzaco, y Buenos Aires) que producen para La Salada. En ellos, se estima que trabajan entre 250 000 y 300 000 personas.
La denuncia (causa N.º 1827/13, del Juzgado Criminal y Correccional N.º 4  de Lomas de Zamora) lleva la firma de Gustavo Javier Vera, presidente de la Fundación la Alameda, y Julio Piumato, secretario de Derechos Humanos de la Confederación General del Trabajo. Previamente a la apertura de la causa judicial, la Fundación había presentado la denuncia ante la AFIP.
“Mientras el Estado le quita poder adquisitivo al salario de los trabajadores haciéndolos tributar “ganancias”, omite realizar controles sobre este tipo de talleres regenteados por explotadores inescrupulosos disfrazados de empresarios que tampoco tributan por la actividad que ejercen”, sostuvo la CGT en un comunicado en el que convocaron a los trabajadores a realizar un escrache en la AFIP.